# 뉴펀들랜드섬
뉴펀들랜드섬(영어: Newfoundland, 프랑스어: Terre-Neuve, 아일랜드어: Talamh an Éisc)은 캐나다의 섬으로 면적은 108,860 km2이고, 뉴펀들랜드래브라도주 인구의 대부분이 이 섬에 살고 있다.
1000년 무렵, 바이킹 탐험가들은 북대서양을 건너서 유럽인으로는 처음으로 이 섬에 도착했다. 이로써 아시아-아프리카-유럽-북아메리카가 처음으로 연결되었고, 미미한 형태로나마 진정한 의미의 세계화가 시작되었다.

## 같이 보기
- 뉴펀들랜드 래브라도주의 기
- 분류:뉴펀들랜드 래브라도주